# Маккинк, Герман
Герман Маккинк (нидерл. Herman Makkink; род. 21 октября 1937, Винсхотен, Нидерланды — 20 октября 2013, Амстердам, Нидерланды) — нидерландский скульптор, графический дизайнер и иллюстратор.

## Жизнь и деятельность
Маккинк родился в нидерландском городе Винсхоттен. С 1955 по 1959 годы изучал химию в Гронингене. По окончании учёбы начал путешествовать автостопом по Юго-Восточной Азии, Австралии и Южной Америке. Данный этап жизни Маккинк описал в своей книге Around the world on foot. Работал в Японии учителем английского языка. Позже отправился в США, где впервые начал заниматься скульптурой. Далее вновь сменил место жительства, переехав в Лондон, где стал ассистентом в Лондонском колледже печати.
Первая персональная выставка Маккинка «Гномы» была организована в 1971 году в Институте искусств Курто. Работы скульптура были замечены Стэнли Кубриком. Режиссёр использовал произведения Маккинка The Rocking Machine и Christ Unlimited в фильме «Заводной апельсин». Тинто Брасс также использовал The Rocking Machine в своей картине «Выбывший».
В 1972 году скульптор переехал в Амстердам. Первая персональная выставка Маккинка в Wetering Gallery состоялась в 1982 году, и с тех пор в галерее продолжают демонстрироваться его работы. В 1986 году он был приглашенным профессором в Институте искусств ArtEZ. С 1987 по 2000 годы Маккинк преподавал в Академии Геррита Ритвельда.
Скульптор умер 20 октября 2013 года в Амстердаме.

## Личная жизнь
Маккинк был женат и разведён дважды. Воспитал дочь и двух пасынков. Фактической супругой скульптора была британская писательница Джулия Блэкберн.